# Konstgjord ö

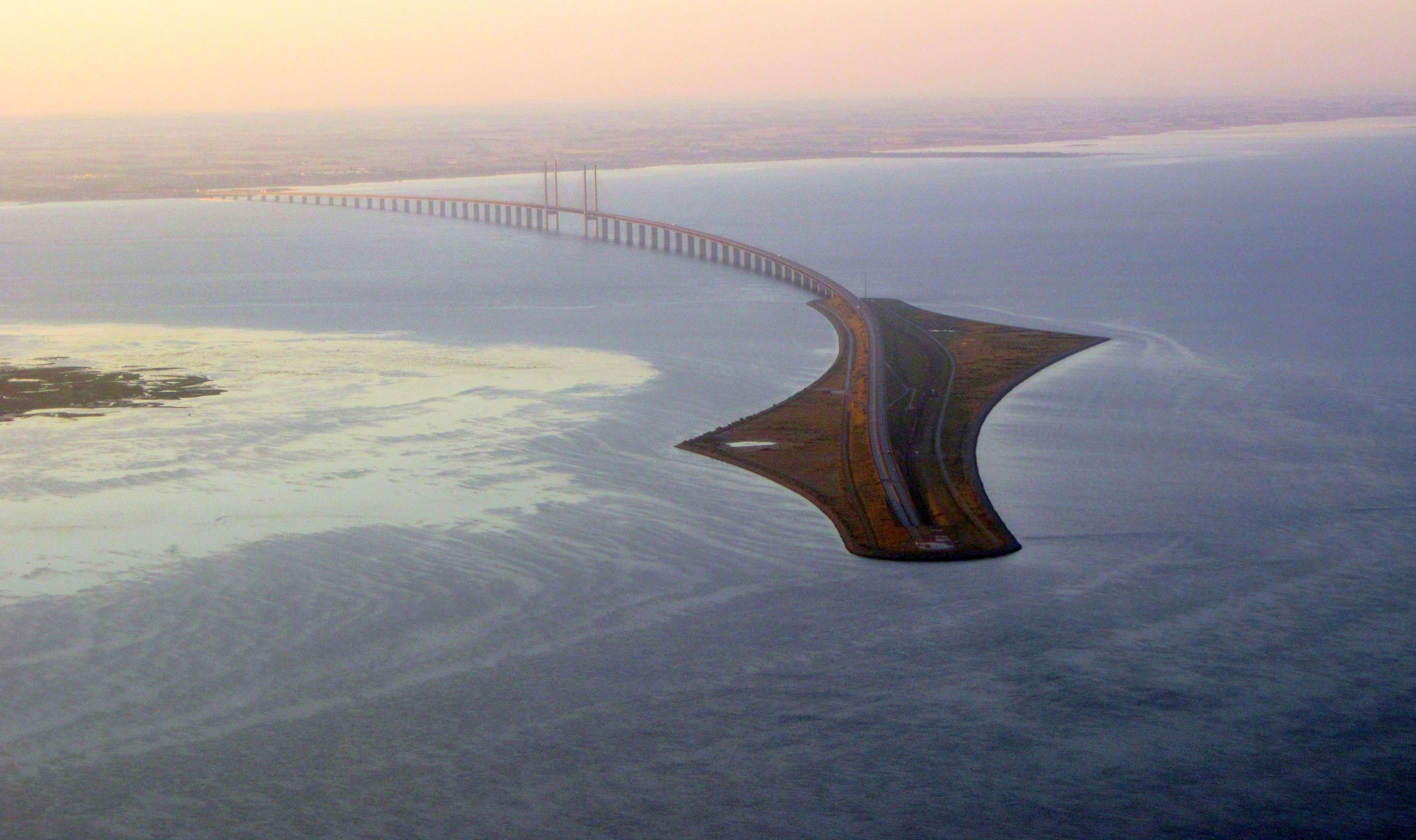
Den danska ön Pepparholm (Peberholm) är en ca 4 km lång konstgjord ö som binder samman Öresundsbron med Öresundstunneln.

En konstgjord ö eller artificiell ö är en ö som har skapats av människor istället för att ha bildats på naturlig väg.

## Tillkomst
Konstgjorda öar kan skapas genom, avskiljning av en landmassa med en kanal, utökning av befintliga holmar, påbyggnad på befintliga rev, eller genom sammanslagning av flera naturliga holmar till en större ö.
Förr i tiden kunde konstgjorda öar vara flytande strukturer i lugna vatten. De kunde också vara trä- eller stenstrukturer uppförda i grunda vatten som till exempel Crannóg och Nan Madol. Nu för tiden brukar konstgjorda öar skapas genom landvinning. En del av dessa kan bildas genom tillfällig isolering av ett befintligt landområde vid utgrävning av en kanal som till exempel Södertörn, eller Södermalm. Vid anläggning av dammar och konstgjorda sjöar kan tidigare kullar bli omgivna av vatten. Ett exempel på detta är Isla Barro Colorado i Gatúnsjön som ingår i Panamakanalen.
Andra typer av konstgjorda öar är plattformar som till exempel mikronationerna Insulo de la Rozoj (Rose Island) och Sealand.
Konstgjorda öar kan variera i storlek från små holmar som enbart skapas för att stödja en enda pelare av en byggnad eller struktur, till sådana som innehåller hela samhällen och städer.

## Några konstgjorda öar

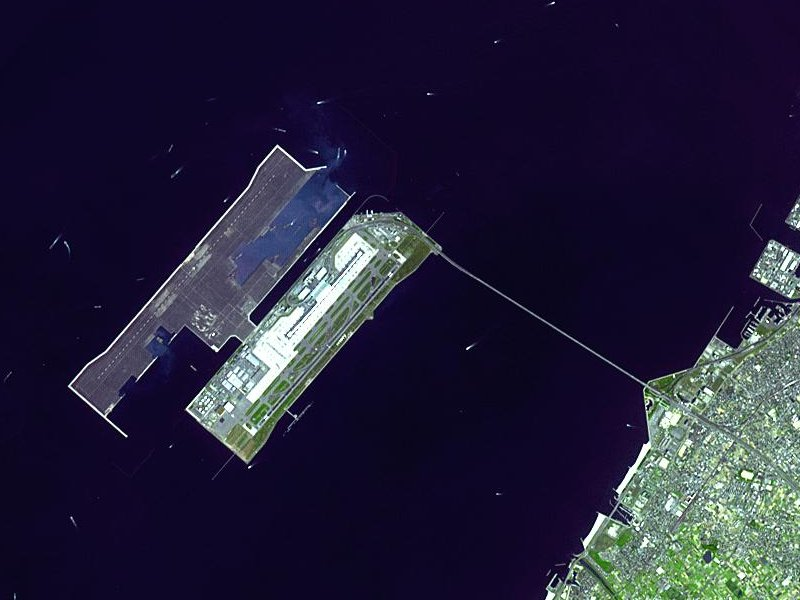
Kansais internationella flygplats i Osakabukten
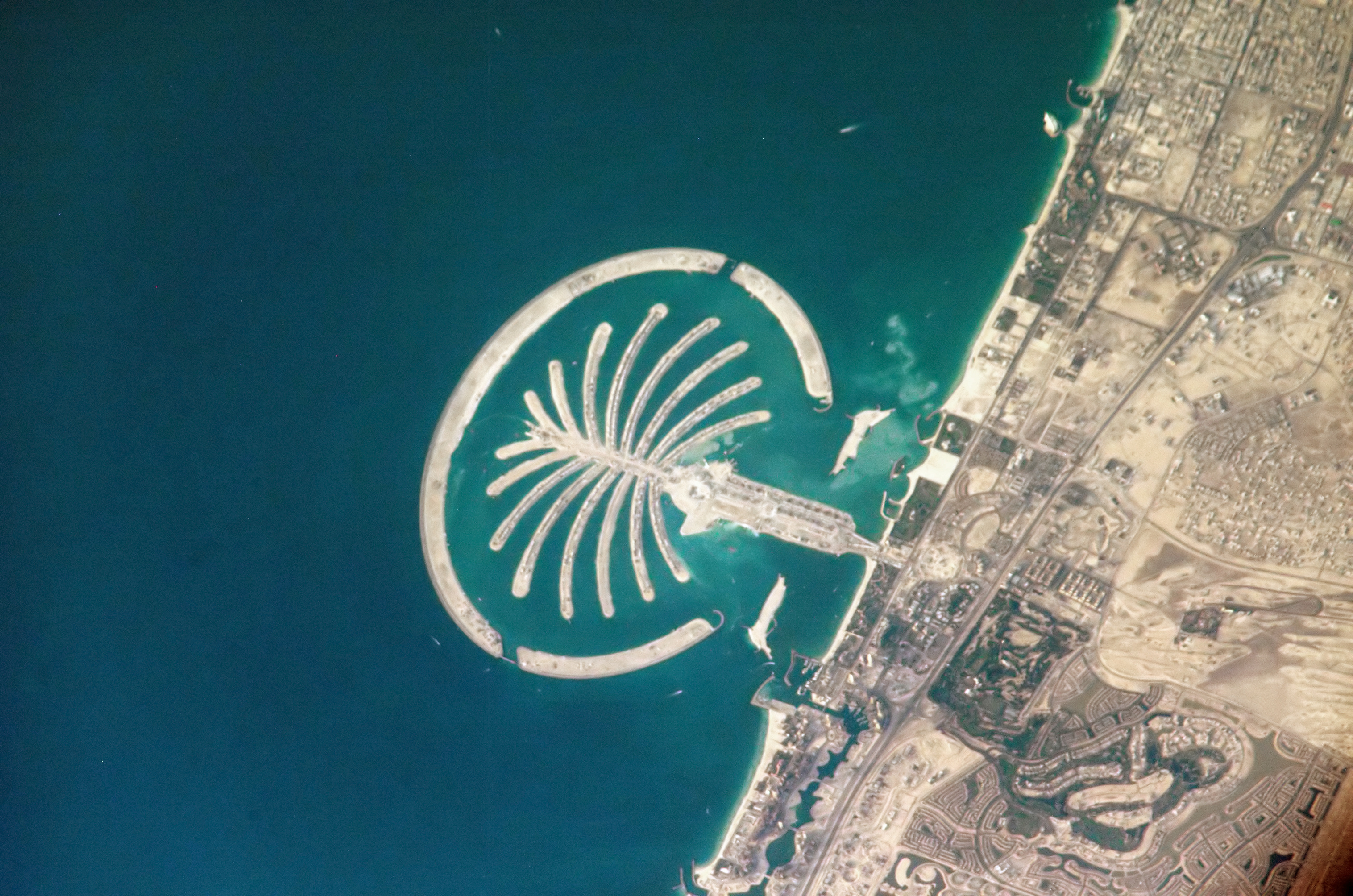
Palm Jumeirah i Dubai
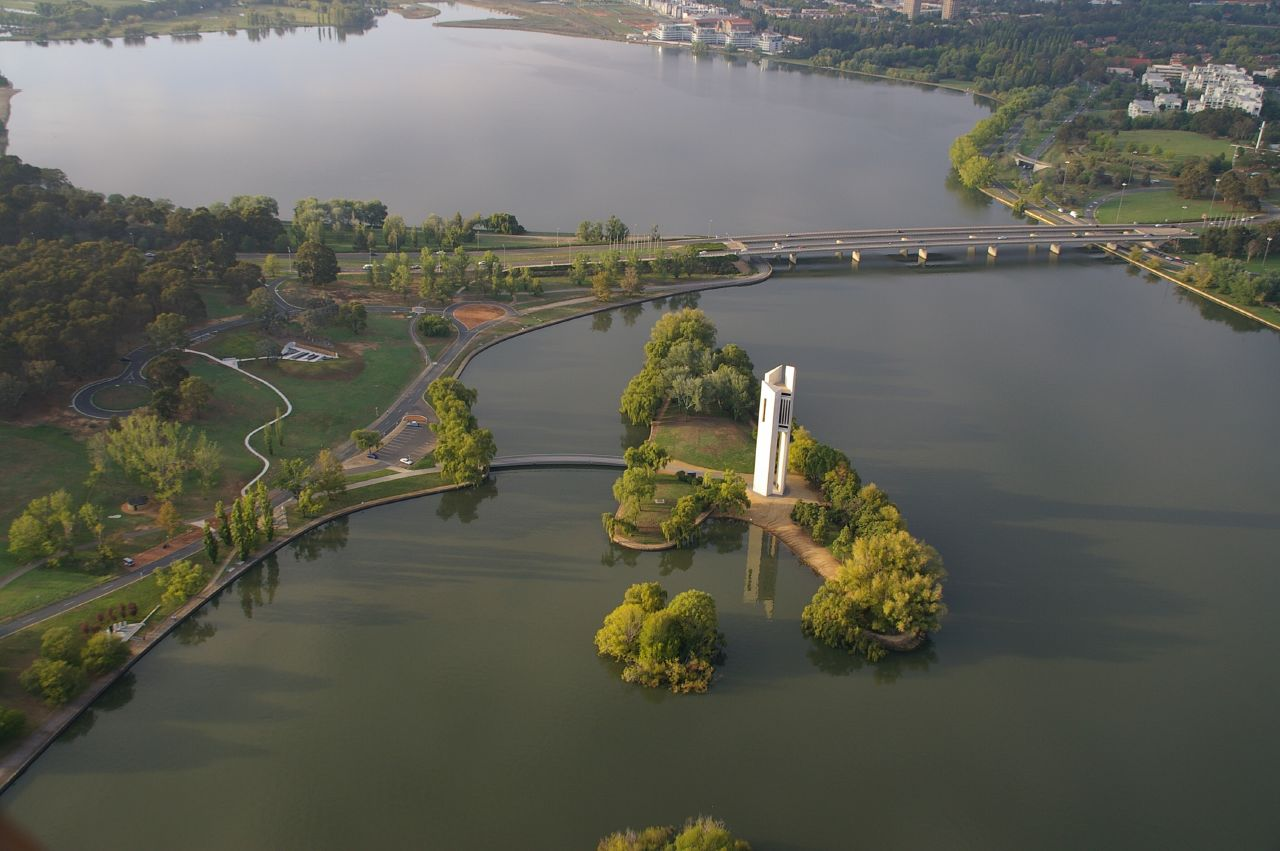
Aspen Island i Lake Burley Griffin, Canberra